# مستشفى سانت مارك
مستشفى سانت مارك (بالإنجليزية: St. Mark's Hospital)‏ هو مستشفى يقع قرب ضاحية هارو في شمال غربي العاصمة الإنجليزية لندن. أُسس سنة 1835، وهو المستشفى الوحيد في العالم المتخصص بشكل كلي في طب الأمعاء والقولون والمستقيم، ويعد مركزًا عالميًا لعلاج الأمراض المعوية.

## وصلات خارجية
- الموقع الرسمي للمستشفى